# パロディ

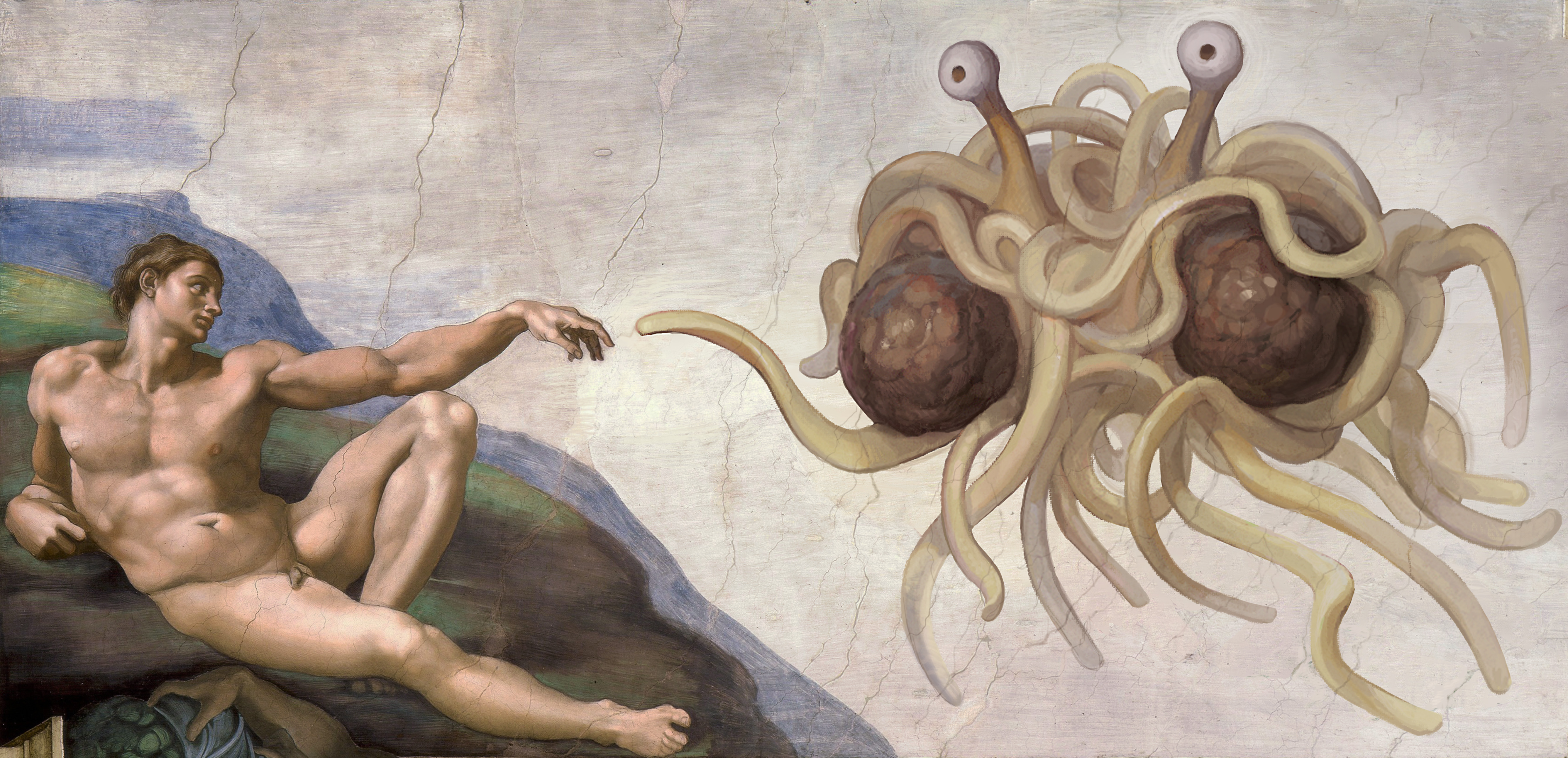
ミケランジェロ作『アダムの創造』のパロディ作品。パロディ宗教の空飛ぶスパゲッティ・モンスター教を象徴する。

パロディ（英語: parody、ギリシア語: παρωδία）とは、他者によって創作された文学や音楽、美術、演説などを模倣した作品、あるいは作り替える行為そのものを指す。後述の通り定義は幅広く、ユーモアや皮肉などの付加が必須なものから、それらが全くないものまで含む。
本項では、現代におけるパロディの関連語である盗作（剽窃、盗用、パクり）、引用、物真似、モンタージュ、オマージュ、風刺、モンデグリーン（空耳）、バーレスク、カリカチュア、パスティーシュ、インターネット・ミームなどとの定義の相違点についても解説する。
また、パロディの本質は模倣であることから、現代の著作権や商標権上でどこまで法的に許容されるのか、各国で合法性が問われることがある。これはパロディの元となった著作物・商標を無断で盗用・翻案（改変）していると解されれば、権利侵害に当たる可能性があるためである。一部の国・地域（特に欧州連合加盟国）ではパロディを著作権侵害の例外として法律上明記しているものの、具体的にどのような要件を満たせばパロディ作品が合法と認められるのか、司法判断の場ではケースバイケースで線引きされている。本項ではパロディに関連する各国の代表的な判例も紹介する。
自身や自作をパロディ化した場合は、セルフパロディと呼ばれることがある。
誤用だが、模倣自体よりそれの面白さが目立つなど、単に面白いものという意味でパロディという用語が使われる場合がある。

## 定義
パロディの歴史は紀元前にまで遡り、古代ギリシャや古代ローマ文化にも見受けられるが、当時は必ずしも滑稽さや皮肉、批判などのニュアンスが込められたものばかりではなく、カジュアルな文脈での単純な模倣や類似作品もパロディの定義には含まれていた。パロディ (parody) の語源である "parodia" は、古くは紀元前4世紀のギリシャ哲学者・アリストテレス『詩学』に記されており、これが概念用語としてのパロディの初出とされる。
以降、パロディの定義は変遷していき複数存在するが、現代の辞書的な意味合いとしては以下の特徴を有する。
- パロディの元となった作品が一般的に知られており、何を模倣したのかがあからさまであること
- パロディの元となった作品のスタイルや特徴を残しつつ、改変していること
- パロディ化によって滑稽さや風刺が感じられること

しかし、『パロディの理論』を記したカナダの文学理論研究家リンダ・ハッチオン (1947年 -) は、元ネタが著名であることをパロディの必須要件としておらず、類似性よりも差異性 (ギャップ) の際立つ模倣であることに重点を置いた定義を用いている:202。
また、滑稽さが全くない、ごく真面目で重厚な作風もパロディの範疇に含めることがある。その典型例がドイツ出身でノーベル文学賞受賞者のトーマス・マン（詳細後述）である:657。マンは教養小説の作家に分類されているが、同時にゲーテなどを下敷きにしたパロディ作家としての側面もある。

## 関連語との相違点
盗作、引用、オマージュとの違い
盗作（剽窃、パクり）や引用とは異なり、元ネタから何らかの改変がなされ、滑稽さや風刺が効いているものを一般的にはパロディと呼んでいる。しかし、改変は全体的に行われている必要はない。たとえば紀元前のホメーロス作品の一節と、17世紀フランスで活躍したピエール・コルネイユの代表的悲劇『ル・シッド』では単語1つ置き換えただけで残りは完全に一致する箇所がある。このようなケースもパロディとみなされている。一方で、ディズニーの『ライオン・キング』は手塚治虫の『ジャングル大帝』と類似性が高いことから、パクリだとの批判を受けることも多い。これらの例からも分かるように、どこからが盗作になるのか線引きは曖昧である。
オマージュ（仏: homage）とは元来「尊敬の意を表すること」とされ、そこから転じて、尊敬する作品から影響を受けて別の作品を創作する行為もオマージュと定義される。特に映画業界ではオマージュが盛んに行われているとされる。一例を挙げると、米国の西部劇映画『荒野の七人』は黒澤明監督の映画『七人の侍』のオマージュだとされている:1。
したがって、元ネタとの類似性という観点では盗作、オマージュおよびパロディ間で共通し、識別は個々人の感性に委ねられている:2。しかしあえて相違点を挙げるとするならば、
- 公に発覚することを恐れるのが盗作
- 公（または元ネタの作者）に発見してもらいたいと願うのがオマージュ
- 公に気づいてもらわないと困るのがパロディ

とも言える。オマージュもパロディも、鑑賞する者が元ネタを知っている（知っていてほしい）前提で創作されている。しかしオマージュと違ってパロディの場合、必ずしも元ネタに対する尊敬の念だけが創作の動機とはならず、元ネタの作者から反感を買う恐れのあるような作風もパロディには包含される。
風刺との違い
先述のとおり、パロディには皮肉・風刺（satire）のニュアンスが付け加えられることがあるが、パロディと風刺の両者を定義上明確に区別することがある。米国の1994年連邦最高裁判決（通称：プリティウーマン判決、詳細後述）によると、パロディと風刺では批評する対象が異なると指摘されている。つまり、パロディが元ネタとなった "作品" に対する批評・コメントであるのに対し、風刺が向く矛先は元ネタ作品そのものではなく "社会" である。このような違いから、風刺は必ずしも他の作品に依拠せずに成立しうる。そして、社会を批判する目的で他者の作品を踏み台に利用していることから、パロディと比べて風刺は著作権侵害の判定を受けやすいとも言われている（米国の場合）。
モンタージュとの違い
モンタージュ（仏: montage、組み立ての意）とは、映像（とりわけ映画）の世界では複数の映像カットを組み合わせ、何らかの意味を持たせて一つの作品に仕上げる手法を指す。また、モンタージュ写真（あるいはフォト・モンタージュ）と言えば、複数の写真の中からそれぞれ一部を切り取って合成する手法であり、事件捜査現場では指名手配犯の合成写真作成のことを指す場合もある。これに関連して、フォト・モンタージュ技法を用いた作品がパロディなのか著作権侵害なのかが問われた日本の1980年最高裁判決「パロディ・モンタージュ写真事件」が知られている（#パロディに対する法的取り扱いで後述）。本件では引用の要件についても法的に検討された。
文学の世界では、前述のトーマス・マンが自身の執筆手法を「モンタージュ技法」と呼んでいる。過去の様々な文芸作品から一部分を引用（無断で剽窃）してきて、自作に溶け込ませる手法である:655。マン流のモンタージュ技法は「どこかから取ってきたとは普通読む方は気づかない」ことを特徴としており:655、パロディのようにどこから取ってきたのか意図的に明確にした上で模倣する手法とは異なる。
カリカチュア、パスティーシュとの違い
| カリカチュアの例。風刺雑誌に掲載されたダーウィンの顔とオランウータンの体 (1871年作) |  | 1869年のダーウィン（ジュリア・マーガレット・キャメロン撮影） |
| カリカチュアの例。風刺雑誌に掲載されたダーウィンの顔とオランウータンの体 (1871年作) |  | 1869年のダーウィン（ジュリア・マーガレット・キャメロン撮影） |

カリカチュア (caricature) とは、特に人を描く際に特徴の一部を誇張して、滑稽さやコミカルさを表現する手法と定義される。模しているという意味ではパロディと共通するが、カリカチュアには写実性がかけ、馬鹿馬鹿しいほどに貧弱な模倣だとされる。パスティーシュ (pastiche) はカリカチュアのように人物にフォーカスすることはなく、広く芸術作品や芸術家、あるいは時代を何らかのスタイルで模倣する行為を指す。また、パロディのような皮肉の要素はパスティーシュには含まれない違いがある。
欧州連合 (EU) の著作権法の一部である2001年情報社会指令 (2001/29/EC) 上では、著作権侵害の例外としてカリカチュア、パロディ、パスティーシュの3つが同列で扱われていることから、別々の概念として認識されている。またイギリス知的財産庁 (UKIPO) が2014年に発行した著作権法の公式ガイダンス文書によると、パロディはユーモアないし風刺を効かせていること、そして模倣しているものの元ネタから大きく改変されていることを要件として挙げている。パスティーシュは様々な作品から組み合わせて作風や時代の特徴を取り入れているものを指し、特に音楽著作物がこれに該当する。カリカチュアは政治目的と娯楽目的、侮辱と称賛のいずれもありうるが、描く対象を簡略化ないし誇張する手法に特徴がある。
ミームとの違い
ミーム（meme）とは、ある文化・社会においてアイディア、行動、スタイル、用法が人から人へと伝達される現象である。おもしろ画像・動画などがミームの例として挙げられ、とりわけソーシャルメディア（SNS）などのインターネットを介して拡散する場合をインターネット・ミームと呼ぶ。ミームは進化生物学者リチャード・ドーキンズの造語であり、ドーキンズの文脈に沿うと、ミームは模倣ないしパロディ要素が必要とされ、元ネタを使っている様が明確でなければならないとされていることから、ミームとパロディには共通項が多い。ただしミームとは模倣された作品そのものを指す用語ではなく、模倣する社会的プロセスであるとされる。さらにインターネット・ミームは、あるミームが別のミーム (派生作品) を次々と生み出していく社会連鎖を特徴としている。EUではパロディに次いでインターネット・ミームも、2019年に成立したDSM著作権指令（Directive (EU) 2019/790）によって著作権侵害の例外に指定されることとなった。
バーレスクとの違い
バーレスク（burlesque）は「馬鹿げた・奇妙なパロディ」（grotesque parody）と定義されることもある:202。バーレスクの意味は時代と共に変遷しているが、17世紀から18世紀にかけてのイギリスでは、文学や演劇、音楽作品などを風刺したパロディを指した。特に演劇ではまじめな題材や有名人を茶化したり滑稽化する大衆向けの見世物である。しかし時代が下がると、次第に批判や風刺の要素は薄れ、特に米国ではストリップショーの要素が加わった。

## 起源

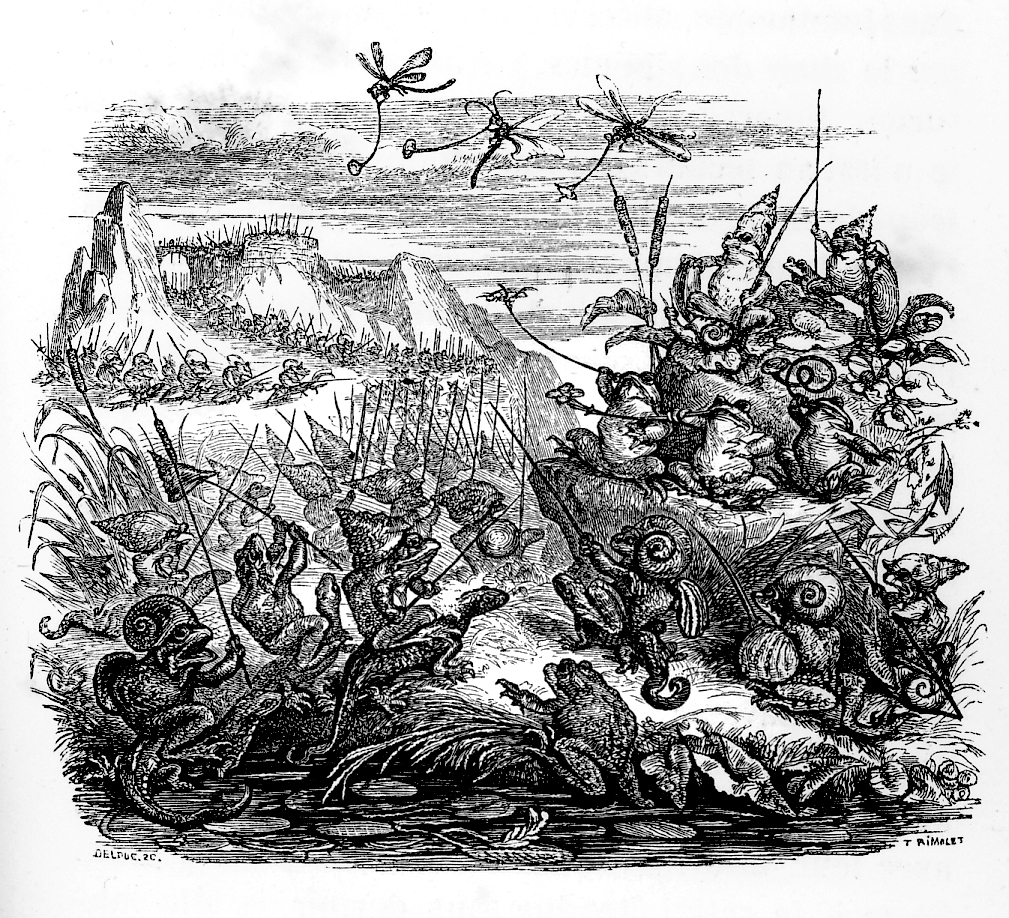
パロディの古典作品『蛙鼠合戦』をイメージした挿絵 (Louis Joseph Trimolet作、1841年)。

古代ギリシャ語でパロディは ϖαροδια と記され、ϖαρα と οδος に分解できる。後半部分の οδος には「歌うこと」の意味が含まれており、具体的には韻文の詩を元来は指していた。その後に散文もこの用語の範疇として含まれるようになった。また前半部分の ϖαρα には、アイディアに対する共感・類似性、あるいは糾弾、反論や見解の相違を表現するとの意味もあった。したがってこれらを複合すると当時のパロディは、歌唱あるいは作曲されるものであり、元となった作品と何らかの差異が認められるものを指していたと考えられる。そして一般庶民は、原作よりもくだけた対象やシチュエーションでこのようなパロディの手法を用いた。ただし、現代の意味するところのパロディとニュアンスは異なり、古代では必ずしも過去の偉大な作品を嘲笑する目的に限られるものではなかった。以下、具体的な作品例を見ていく。
紀元前5世紀に活躍したエウリピデスはギリシャ三大悲劇詩人の一人と評されるが、喜劇も手掛けており、『キュクロプス』は完全な形で現存する唯一のサテュロス劇とされる。サテュロスとはギリシャ神話に登場する半獣半人であり、陽気で酒飲みの好色キャラクターとして描かれている。このサテュロスが登場する喜劇がサテュロス劇であり、下品な下ネタなどが使われている。しかし『キュクロプス』と比較対象となる他者の元作品が物理的に確認不可能なことから、『キュクロプス』を何らかのパロディと呼ぶべきか判定困難だとされている。また、紀元前5世紀 - 4世紀のギリシャ喜劇詩人アリストパネスはパロディ作品を生み出したことで一般的に知られ、先述のエウリピデス (生誕はアリストパネスより30年ほど前の人物)の作品を下敷きにしていると言われるが、この見解については異論も出ており、アリストパネスをパロディ作家と呼べるか断定できていない。
紀元前4世紀の哲学者アリストテレス著『詩学』によると、パロディの発明者はタソスのヘゲモン (紀元前5世紀頃の作家) だと記されている (1448a9-18):94。ここでの「発明者」であるが、パロディを一つの文学ジャンルとして確立させた者を意味すると考えられている。
学説上、パロディだと確認がとれている現存の古典作品例としては、『蛙鼠合戦』（"Batrachomyomachia"、古代ギリシア語: Βατραχομυομαχία）が挙げられ、パロディの中でも特にバーレスク的であるとも分類されている。『蛙鼠合戦』は長短短の6歩格で構成される韻文であり、トロイア戦争を扱ったホメーロス作『イーリアス』を嘲笑するような文体で知られ、カエルとネズミの争いに置き換わっている。また、主神ゼウスを始めとするオリュンポス十二神も、スキャンダラスな逸話がたびたび伝えられていることから、格好のパロディ材料となった。他にも紀元前4世紀半ばに活躍した喜劇作家のエウブロス、紀元前3世紀 - 2世紀の古代ローマ喜劇作家プラウトゥスなどがパロディ作家として知られている。
格調高い文体で下賤なトピックを扱うパターン、あるいは下賤な文体で高尚なトピックを扱うパターン (擬似英雄詩など) のどちらも古代のパロディに見られる。

## 種類
世界中に無数のパロディ作品が存在するが、パロディの内訳を解説する目的でその一部を以下に紹介する。

### 音に着目したパロディ
文芸におけるもじりとは、一つの語句に複数の異なる意味を持たせることで滑稽さを生み出す手法である。特に同音または類似音を用いた語呂合わせなどを指し、有名な詩や和歌、歌謡などを元ネタにして笑わせる目的で創作されることから、パロディの一種としての側面がある:ⅰ。たとえば鎌倉時代に藤原定家が選定した『小倉百人一首』を元にして、江戸時代には「もじり百人一首」が登場し、大衆に親しまれた:ⅰ。また、替え歌も原曲の歌詞をもじってパロディ化させたものと定義されている。
狂歌とは和歌の一種であり、滑稽で日常卑近の生活などを題材として詠まれることから、替え歌、もじり歌、パロディの要素が狂歌に含まれる:77。特に『万葉集』の戯笑歌、『古今集』の誹諧歌や軍記物語中の落首などが狂歌として知られている。狂歌は一般的に卑俗さが特徴とされるものの、 歌麿の『絵本百千鳥狂歌合はせ』などには文学的に洗練度の高いものも存在する:80。
単なる聞き間違い（空耳）が偶然にも別の意味や文脈を持ち、ユーモアにつながることもある。これはモンデグリーン (mondegreen) とも呼ばれ、1954年が初出と比較的新しい造語である。たとえば日本のテレビ番組『タモリ倶楽部』内の一コーナー「空耳アワー」では、外国語の歌詞が日本語で全く異なる意味に聞こえるネタを数多く扱っている。一例を挙げると、"By reaching inside, reaching inside" が「わるいチンゲンサイいいチンゲンサイ」に空耳するといった具合である:19。このようなモンデグリーンを言語学の弁別素性の観点から学術的に解明する研究も行われている:19。

### 美術パロディ
17世紀バロック期に活躍したスペイン画家ベラスケスの代表作『ラス・メニーナス』(女官たち) は後世の画家に大きな影響を与え、特にピカソは45点もの翻案を行っており、これらの連作はパロディとみなされている:202。また2017年に英国ロイヤル・アカデミー・オブ・アーツ (RA) が発表した「最もパロディ化された芸術作品10選」では、絵画や彫刻などの名作が様々なパターンで繰り返しパロディ化されている様が見て取れる。

### 真面目なパロディ
ドイツ出身で1929年にノーベル文学賞を受賞したトーマス・マンは、真面目なパロディ作品の創作を通じてユートピア的な世界観を表現したとされる、代表的なパロディ作家の一人である。長編小説『魔の山』(1924年) には、ゲーテの教養小説『ヴィルヘルム・マイスターの修業時代』(1795年 - 1796年) をパロディ化した要素が含まれている。『ファウストゥス博士』(1947年) では、小説の登場人物を介してパロディとは何であるかを語らせているが、必ずしも「滑稽な」模倣に限定されるものではないとしている。また『詐欺師フェーリクス・クルルの告白』(1954年) も複数の作品を下敷きにしたパロディとみなされているが、これらマンの作品は滑稽さと皮肉さが同居しているとの特徴が指摘されている。なお、古代パロディとして挙げられるサチュロス劇のことを「茶番劇」だとマンは語っている。

### 実演によるパロディ
パロディの辞書的な定義には文学や美術といった固定された作品だけでなく、曲や演説といったライブも含まれているように、作品（物）だけでなく人や動物など（生き物）がパロディの題材になることがある。したがって、物まね (音声や形態を他者が声や身ぶりで模倣する行為) の一部もパロディ的な要素が含まれる。
たとえば米国のコメディバラエティTV番組『サタデー・ナイト・ライブ』（SNL）では政治家のパロディコントがシリーズ化しており、特に第45代大統領ドナルド・トランプを揶揄したSNLパロディシリーズは、トランプを演じたアレック・ボールドウィンが第69回プライムタイム・エミー賞助演男優賞 (2017年発表) を受賞している。またフランスでは、歌手の物まねがパロディとみなされて法的に許容うるのかが問われた訴訟もある（詳細後述）。

### 芸術以外のパロディ
ノーベル賞のパロディと位置付けられ、独創性に富む研究や発明などに贈られるのがイグノーベル賞である。物理学や化学、医学といった自然科学のほか、経済学や平和なども受賞部門に設けている。イグノーベル賞はユーモア科学雑誌『ありそうもない研究年報』が主催している。

### ビジネス上のパロディ
市販される商品がパロディの対象となったこともある。通称「面白い」恋人事件は、北海道・札幌名物の洋菓子「白い恋人」を模して、お笑い芸人を多数擁する吉本興業が大阪名物「面白い恋人」の商品名で売り出したことから、2011年に訴訟へと発展し、メディアからの注目を集めた。当初からパロディとして商品企画されており、パッケージデザインにも共通性が感じ取られることから、商標権および不正競争防止の観点が法的に問われることとなった。
また米国では、ルイ・ヴィトンやスターバックスといった知名度の高い企業の商標を模したパロディが法的に検証された事例もある（詳細後述）。商標法がこれら大企業を過剰に擁護し、結果として中小のパロディ創作者の表現の自由が抑圧されているとの指摘もある。

## 法的取り扱い
元となった作品の創作者や権利者から許諾を得ずに、第三者がパロディを創作する行為が法的に許容されるかは各国の法律により異なる。後述のとおり、実際に訴訟に発展したケースでは、著作権ないし商標権 (いずれも知的財産権の一部)、あるいは不正競争防止が争点となっている。
パロディを巡る著作権の議論では、著作財産権（著作物を使った複製、翻案、実演などの独占権）だけでなく、著作者人格権の一つである同一性保持権が権利侵害として問われる可能性がある。一般的な著作権法における「翻案」とは、たとえば小説の映画化や文章の要約作成、コンピュータ・プログラムのバージョンアップのほか、音楽の編曲や文章の翻訳などが含まれることから、原著作物を用いた二次的著作物の創作（二次創作）をも包含する。また同一性保持権とは、著作者の思想や感情が反映された著作物を無断で第三者に改変されない権利である。著作権の基本条約であるベルヌ条約（2020年10月時点で世界170か国以上が加盟）でも、著作者の名誉声望を毀損する行為が禁じられており、著作者の人格が世界的に保護されている。したがって、原著作物の著作者の名を汚すような歪んだ改変こそが醍醐味とも言えるパロディは、翻案権の観点からも同一性保持権の観点からも法的に矛盾を抱えることとなる。ただし、パロディの創作側にも各国の憲法上で表現の自由が保障されていることから、著作権者側の独占的な権利との間で利益バランスが図られることになる。
各国の著作権法上でのパロディ規定
- 条文上で著作権侵害の対象からパロディを除外する個別規定を設けている国: フランス、スペイン、オーストラリア、ベルギー、オランダ、スイス、ブラジル、イギリス、カナダ
- 条文上で明記はないが、フェアユース等の一般規定に基づき、柔軟な司法判断でパロディを認めている国: 米国
- 条文上でパロディ個別明記も一般規定も存在しない国: ドイツ、スウェーデン、イタリア、ハンガリー、ポーランド、韓国、日本

つづいて商標権とは、自社・自己の商品やサービスに用いられるマークやネーミングである商標に適用される権利であり、他社・他者と区別することを目的としている。商標権を有する事業者や個人を保護するだけでなく、商品やサービスを購入する消費者が混同して不利益を被らないよう、消費者保護の側面もある。この「混同」の観点は、商標法だけでなく不正競争防止にも当てはまる国（フランス:23や米国など）がある。
以下、国別に判例を交えて見ていく。

### アメリカ合衆国法
アメリカ合衆国におけるパロディの創作行為は、米国著作権法を収録した合衆国法典第17編の第107条において、フェアユース (公正利用の法理) の抗弁に基づき許容される場合がある。
またランハム法 (Lanham Act あるいは the Trademark Act of 1946) では登録済商標を保護するほか、未登録であっても不正競争防止の観点から商標の希釈化などを抑止する。ランハム法は2006年改正によって、混同のおそれのない場合に限ってパロディ目的などの利用緩和を認めている。訴訟に至った場合は、著作権法と同様に米国では商標法上のフェアユースで被告が抗弁することもある。
通称 プリティ・ウーマン判決
米国著作権法のパロディに関するリーディングケースとしては「キャンベル対エイカフ・ローズ・ミュージック裁判」(1994年の連邦最高裁判決、510 U.S. 569)、通称「プリティ・ウーマン判決」が知られている。本件では1990年公開映画『プリティ・ウーマン』の主題歌 "Oh, Pretty Woman" (歌手ロイ・オービソン、音楽レーベルはエイカフ＝ローズ・ミュージック) を使用して、ヒップホップグループの The 2 Live Crew がパロディ曲を製作し、25万枚のセールスを記録した事件である (被告ルーサー・キャンベルはこのメンバーの一員である)。原曲 "Oh, Pretty Woman" (あぁ、可愛い女性) がパロディでは "Big Hairy Woman" (デカくて毛深い女性) に変形されている。一審はフェアユース認定、二審は否定し、最高裁が再び認定した。パロディとして使用された箇所 (原曲の冒頭部) は有名であり原曲の中核をなすと認定されたものの、パロディはこのような中核を用いることが常であると判断された。そしてフェアユース第1基準の定める「変形的利用」(transformative use、transformativeness) が、同じく第1基準で例示される非営利性に勝り、第4基準の市場代替性を損なうことがないと解されている。
著作権法上のフェアユースが否定された判決
「ドクター・スース対ペンギン・ブックス裁判」(1997年の第9巡回区連邦控訴裁判所判決) は、元ネタに対する皮肉や悪ふざけといった要素がないことからパロディとみなされず、フェアユースが認められなかった事例として知られている。被告ペンギン・ブックス社らは "The Cat NOT in the Hat! A Parody by Dr. Juice" のタイトルで書籍を出版したが、これが元フットボール選手O・J・シンプソンによる殺人容疑裁判概要を、ドクター・スースの児童文学『キャット イン ザ ハット』の設定で韻を踏んで物語っていたことから、訴訟に至った。表現性や物語のプロット、キャラクターの特徴などに類似性が認められ、かつフェアユース第1基準に関しても元ネタからの変形が十分でないと判断された。
ルイ・ヴィトンの「弱い者いじめ」訴訟批判
商標権侵害に対して強気の姿勢をとっているとも言われるフランスの高級ファッションブランド ルイ・ヴィトン社は、過去にパロディ関連訴訟で繰り返し敗訴を喫している。たとえば「ルイ・ヴィトン対MOB裁判」（Louis Vuitton Malletier, S.A. v. My Other Bag, Inc.）は、My Other Bag (MOB) 社が自社製トートバッグ上にルイ・ヴィトンなどの有名ブランドバッグのイラストを描いて販売したことから、ルイ・ヴィトンが権利侵害で提訴した事件である。二審の第7巡回区控訴裁の口頭弁論では、担当判事が「これはジョークです。ルイ・ヴィトン社はこのジョークが理解できないのでしょうが、ジョークなんですよ」と嘲笑する場面さえあった。また訴訟動機が「弱い者いじめ」（bully）だとも指摘している。一審、二審ともMOB製品はパロディと認められ、ルイ・ヴィトン側は最高裁に上告したものの棄却された。本件ではパロディ創作者側の表現の自由を擁護したと解されている。
商標権および不正競争防止が問われた「ばかスタバ」
同じく「弱い者いじめ」の法的問題が法学者から指摘されているのが、「ばかスタバ」である。コーヒーショップ大手スターバックスを模したコーヒー店 "DUMB STARBUCKS"が2014年2月、ロサンゼルスでオープンしたことから、商標権侵害および希釈化が法的に問われる事態へと発展した。このパロディ店をオープンさせたのはコメディアンのネイサン・フィールダーであり、自身の冠番組『ネイサン・フォー・ユー』（リアリティ・コメディ番組）の宣伝目的とされる。「ばかスタバ」の店舗外装はスターバックスそっくりであり、ロゴデザインもほぼ同じであった。地元保健局が食品提供ライセンス未取得を理由にオープンから3日内にパロディ店を営業停止に処しているが、法学者からは後に商標法と表現の自由のバランスを欠いていると批判される事例となった。特に問題となったのが、2006年の商標希釈化改正法（略称: TDRA）である。TDRA成立によってランハム法が改正され、非商用目的、ないし混同のおそれのない表示方法であればパロディなどの目的での商標利用も認めている。しかしながら商用かつ混同のおそれのある「ばかスタバ」にはTDRAの条件が適合しなかった。結果として、スターバックスのような既に認知度の高い商標権者を過度に権利保護しているのではないか、との批判につながった。

### 欧州連合法
欧州連合（EU）では、加盟各国の著作権法の水準を揃えることを目的として、各種の著作権指令が出されている。このうちパロディに関しては、2001年成立の情報社会指令 (Directive 2001/29/EC) 第5条(3)(k) で著作権侵害の例外としてパロディ目的が挙げられている。しかしながらこの指令の条項を導入 (国内法化) するかはEU加盟各国に委ねられていることから、国によってパロディの法的取り扱い状況は異なる。
著作権侵害を事由とした訴訟は、基本的には各国の裁判所で審理されるが、EU法の解釈におよぶ場合は国内裁判所がいったん国内訴訟の審理を中断させて、欧州連合司法裁判所 (CJEU) に意見照会されることがある (これを先決裁定と呼ぶ)。パロディ関連では2014年のデックメイン判決 (C-201/13) がリーディングケースとして知られている。パロディの適法要件として「パロディ作品を見た人が元ネタを想起でき、かつ元ネタとパロディ作品が別物だと識別できること」、「ユーモアや嘲笑の要素がある」ことを挙げた。加えて、必ずしも著作権法上固有の意味を持つ「創作性」（originality）はパロディの場合には求められないとした。

### フランス法
著作権保護の水準が高く、特に著作者人格権が手厚く尊重されているフランスでは、EU指令でパロディ、カリカチュアおよびパスティーシュの例外規定が追加される以前より、フランス著作権法で個別規定を設けて運用してきた。しかし上述の「デックメイン判決」の前後で、パロディの定義や法的保護の要件解釈が異なっている点に注意が必要である。デックメイン判決以前は音楽パロディ、言語著作物のパスティーシュ、人物画のカリカチュアでフランスの裁判所は分類していた。またディックメイン判決でCJEUはユーモアの要素をパロディに求めているが、当判決以前のフランスではユーモアは必須でないとし、逆に原著作者の人格を傷つけるようなパロディであってはならないと定義していた。また「混同」の観点が取り入れられており、パロディの商用利用は問題ないものの、原著作物と市場で競合するような宣伝目的は禁じられていた。
フランス国内裁判所が下したパロディ関連の判例としては、
- 1988年の破毀院 (フランス最高裁)「サラベール対ル・ルロン事件」判決 (シャンソン歌手シャルル・トレネを茶化した歌の物まね)[132]
- 2011年のパリ控訴院（英語版）「ムーランサール対アルコンシーユ事件」判決 (漫画『タンタンの冒険』のパロディ作品)[5]
- 2015年の破毀院「マルカ対ピーター事件」判決 (写真のパロディで、前年のCJEU「ディックメイン判決」を踏襲)[5]

が挙げられる。

### イギリス法
2020年1月31日にEUを正式離脱したイギリスであるが、離脱以前の2014年10月にイギリスは現行著作権法である1988年著作権、意匠及び特許法 (Copyright, Designs and Patents Act 1988、略称: CDPA) を改正し、第30A条でカリカチュア、パロディ、パスティーシュの3点を著作権侵害の例外 (フェアディーリング) に追加したことで、EUの2001年情報社会指令の規定に沿った形となった。ただし第30A条の新設以前から、一般的な著作権侵害で提訴された被告がパロディを主張して抗弁するケースは存在していた。
イギリス国内裁判所が下したパロディ関連の判例としては、
- 1960年の高等法院女王座部 (QB)「ジョイ・ミュージック対サンデー・ピクトリアル紙事件」判決 (女王エリザベス2世の夫エディンバラ公爵フィリップを揶揄する替え歌)[135][136][5]
- 1984年の高等法院大法官部 (Ch)「シュウェップス対ウェリントン事件」判決 (炭酸水ブランドの商品ラベルのパロディ)[136]:412[137]
- 1987年の高等法院大法官部 (Ch)「ウィリアムソン・ミュージック対ピアソン・パートナーシップ事件」判決 (ミュージカル楽曲の歌詞を変えずメロディのみ改変してCMに流用)[136]:410[138]

が挙げられる。

### 日本法
歴史的にみると、日本でも江戸時代の狂歌や、戦争中の軍歌の替え歌パロディなど、パロディ創作は古くから行われていた。そして高度経済成長期 (1960年から1973年頃) に入ると著作物の模倣が横行した。その反動で著作者側の権利保護意識が極度に高まったことが、日本でのパロディ創作を困難にした要因であるとの指摘もある。

また商標法についても、日本ではパロディ許容が消極的であり、パロディ商標は出願されても実際には登録却下される事例が多いと言われている。
日本の著作権法上でパロディの取扱規定が存在しない問題は、少なくとも2007年（平成19年）ごろには公的に議論されるようになり、引用の要件を定めた第32条にパロディを加える案や、米国のフェアユースに類似する一般規定を設ける案などが検討されたものの、判例数の少ない日本における法改正は困難との見通しも示されている。
2012年 (平成24年) には著作権を管轄する文化庁の下、法制問題小委員会にパロディワーキンググループが設置され、インターネット上で共有される二次創作などを念頭に、パロディ目的の利用緩和に向けた法改正が協議されることとなった。すでに2007年 - 2008年のワーキンググループ調査報告書では、パロディが共有されるプラットフォームとしてYouTubeやニコニコ動画といったサービス名が挙げられており、具体的な法整備の必要性が議論された。しかしながら2020年時点で、パロディに関する著作権法の改正は実現に至っていない。
このような情勢下で、日本の著作権法が唯一寛容なのが、コミックマーケットを代表とする同人誌即売会などで行われる同人誌販売である。あくまで同好者たちの私的な二次創作活動であると捉えられ、漫画やアニメの無許諾模倣が黙認されてきた経緯がある。
漫画業界を例にとると、商業的にパロディ要素が出始めたのは高度経済成長期の 1960年代に入ってからである。1960年代初頭に米国のパロディコミック雑誌『MAD』が日本でも紹介されるようになり、続いて1968年には『漫画アクション』誌にダディ・グース（後の矢作俊彦）のパロディ作品が、同年に『COM』誌上に永井豪のパロディ作品が登場している。部分的なパロディ要素ではなく、作品全体がパロディと呼べる日本の漫画は、これらが初出と考えられている。同時期の1960年代初頭から1970年代初頭には、プロの漫画家を夢見る者たちによる同人誌コミュニティが全国的に広がりを見せた。パロディは元ネタを知らないと楽しめない性質であることから、同人誌のような「内輪受けコミュニティ」とパロディに親和性があったとの分析もある。
しかし内容を問題視した原作者から名誉毀損で訴えられることもあった。また1990年代後半から2000年代にかけては、ときめきメモリアル・アダルトアニメ映画化事件、ポケットモンスター同人誌事件、ドラえもん最終話同人誌問題など、二次創作物が広範に流通するようになったことでの紛争も起きている。
2018年末には環太平洋パートナーシップ協定 (TPP) 発効に合わせて著作権法が改正されており、著作権侵害が非親告罪化したが、この対象からはコミックマーケットが明示的に除外されることとなった:53。これは原著作物と市場で競合するおそれがないこと:53、また二次創作は「日本の文化創造のゆりかご」とも形容され、非親告罪化の対象に含めることで文化発展の萎縮を招きかねないとの政治的判断に基づく:53。またコミケ経由だけでなく、漫画のパロディをブログに投稿する行為も原著作物からの改変が施されていることから、非親告罪の対象外だと解されている。
2020年5月には、東京オリンピックのエンブレムと、世界的に流行した新型コロナウイルス (SARS-CoV-2) を掛け合わせたパロディが批判にさらされた。当パロディの作者はイギリス人デザイナーであり、パロディ作品を掲載したのは日本外国特派員協会 (FCCJ) の発行する会報誌である。批判を受け、シリア出身のカルドン・アズハリ (Khaldon Azhari) FCCJ会長も日本のパロディ利用緩和を要望する声明を発表し、日本国内外のパロディ法制の温度差が浮き彫りとなった。
日本でのパロディに対する著作権侵害が問われた裁判として以下のような判例がある。

#### サザエさんのパロディ漫画
1970年、奥成達が編集長を務めた雑誌『東京25時』9・10月合併号に、片岡義男原案・木崎しょう平作画によるサザエさんのパロディ漫画『サザエさま』が掲載されたが、原作者である長谷川町子の作品を管理する姉妹社から訴えられ、罰金50万円の支払いと謝罪広告の掲載で示談となった。長谷川は飯沢匡との対談の中で、面白いならまだしも作品の出来が悪いことや、内容に悪意を感じたため、名誉を毀損されたと感じ裁判を起こしたとしている。

#### パロディ・モンタージュ写真事件
パロディ・モンタージュ写真事件は最高裁まで争われたことで有名である。山岳写真家・白川義員が雪山をスキー滑走するシュプールを写真に収め、カレンダー写真に採用された。この写真のシュプール上部に巨大なタイヤ (別の広告写真から複写したもの) を配置し、スキーのシュプールが雪山を転げ落ちるタイヤの轍に見えるように合成加工したのが、パロディストを自称するマッド・アマノである。
原告・白川側は無断の剽窃であり、かつ白川の製作意図が破壊・侮辱されたとして著作者人格権侵害を主張した。これに対して被告・アマノ側は、自動車公害の批判を目的とした新たな創作物であって剽窃ではないと反論した。二審ではアマノの作品が独立した創作性を有するパロディであると認めた上で、原著作物からの引用であるとして、著作権侵害に当たらないと判示した。最高裁は引用の要件として、引用する側とされた側が明確に区分できること、および主従の関係が成り立つことの2点を挙げた。そしてアマノの作品は独立した著作物と識別できるものの、原著作物の本質的な特徴を直接的に感じ取れる内容であることから、著作者人格権 (特に同一性保持権) を侵害していると判定された (昭和55年3月28日判決)。米国のプリティ・ウーマン判決で、元ネタとなった "作品" に対する批評がパロディであるのに対し、元ネタ作品そのものではなく "社会" を批判していれば風刺であると区別されたように、日本のパロディ・モンタージュ写真事件でもアマノは白川の作品を批判・風刺しておらず、単に素材として無断利用したと判断された。この裁判は2度にわたって最高裁から差し戻され、最終的に和解が成立した。この判決を受け、日本ではパロディ表現の自由が法的に狭められたとの見解もある。

## 作品例
- パロディ映画#パロディ映画の例
- パロディ音楽
- パロディ広告（英語版） - 実在しない商品を対象とした広告。
- パロディ宗教 - 空飛ぶスパゲッティ・モンスター教など。
- パロディ科学（英語版）
- パロディAV
- アンサイクロペディア - ウィキペディアのパロディサイトである。